# Выборы в Законодательное собрание Красноярского края (2016)
Выборы депутатов Законодательного собрания Красноярского края третьего созыва состоялись в Красноярском крае 18 сентября 2016 года в единый день голосования, одновременно с выборами в Государственную думу РФ. Выборы проходили по смешанной избирательной системе: из 52 депутатов 26 избирались по партийным спискам (пропорциональная система), остальные 26 — по одномандатным (двухмандатным) округам (мажоритарная система). Для попадания в заксобрание по пропорциональной системе партиям необходимо преодолеть 5%-й барьер. Срок полномочий депутатов — пять лет.
На 1 июля 2016 года в крае было зарегистрировано 2 141 135 избирателей. Явка составила 36,4 %.

## Ключевые даты
- 16 июня Законодательное собрание Красноярского края назначило выборы на 18 сентября 2016 года (единый день голосования).[2]
- 17 июня Избирательная комиссия Красноярского края утвердила календарный план мероприятий по подготовке и проведению выборов.[3]
- с 18 июня по 18 июля — период выдвижения списков и кандидатов.[3]
  - агитационный период начинается со дня выдвижения и заканчивается и прекращается за одни сутки до дня голосования.[3]
- с 4 июля по 3 августа — период представления документов для регистрации кандидатов и списков.[3]
- с 20 августа по 16 сентября — период агитации в СМИ.[3]
- 17 сентября — день тишины.[3]
- 18 сентября — день голосования.

## Участники

### Выборы по партийным спискам
По единому округу партии выдвигали списки кандидатов. Для регистрации выдвигаемого списка партиям требовалось собрать от 10 705 до 11 775 подписей избирателей (0,5 % от числа избирателей).
| 1 | Яблоко                                          | Александр Демченко • Михаил Шубский • Яков Алленов         | 57 | зарегистрирован                                                        |
| 2 | Коммунистическая партия Российской Федерации    | Пётр Медведев • Андрей Новак • Александр Бойченко          | 71 | зарегистрирован                                                        |
| 3 | Женский Диалог                                  | Елена Гращенкова • Ирина Алиева                            | 71 | зарегистрирован                                                        |
| 4 | Партия Возрождения Села                         | Борис Мельниченко • Сергей Толстиков • Владимир Павловский | 75 | зарегистрирован                                                        |
| 5 | Патриоты России                                 | Иван Серебряков • Любовь Елизарьева                        | 84 | зарегистрирован                                                        |
| 6 | Единая Россия                                   | Виктор Толоконский • Александр Усс • Эдхам Акбулатов       | 89 | зарегистрирован                                                        |
| 7 | ЛДПР — Либерально-демократическая партия России | Владимир Жириновский • Сергей Натаров • Александр Глисков  | 77 | зарегистрирован                                                        |
| 8 | Родина                                          | Александр Горностаев • Александр Южанников                 | 67 | зарегистрирован                                                        |
| 9 | Коммунисты России                               | Андрей Селезнев • Ирина Иванова • Игорь Евлампиев          | 92 | зарегистрирован                                                        |
| 10 | Справедливая Россия                             | Сергей Миронов • Николай Трикман • Максим Маркерт          | 90 | зарегистрирован                                                        |
| — | Зелёные                                         | Сергей Шахматов • Виктор Верьясов                          | 85 | отказано в регистрации (выявлено более 10 % недействительных подписей) |
| — | Партия Роста                                    | Александр Гельманов                                        | 62 | отказано в регистрации (выявлено более 10 % недействительных подписей) |
| *Без учёта выбывших кандидатов. Общее число включённых в единый список кандидатов должно быть не более 95 человек. Региональных групп должно быть 22. Региональная группа соответствует одномандатному округу и должна включать от 3 до 5 кандидатов. Территории двухмандатных округов включены избиркомом в состав граничащих с ними одномандатных округов. |                                                 |                                                            |    |                                                                        |

### Выборы по округам
По 22 одномандатным и 2 двухмандатным округам кандидаты выдвигались как партиями, так и путём самовыдвижения. Кандидатам требовалось собрать 3 % подписей от числа избирателей соответствующего одномандатного округа или 1,5 % подписей (но не менее 60 подписей) от числа избирателей двухмандатного округа.
| Партия | Партия                                            | Кандидатов |
| ------ | ------------------------------------------------- | ---------- |
|        | Гражданская Платформа                             | 9          |
|        | Единая Россия                                     | 26         |
|        | Женский Диалог                                    | 1          |
|        | Коммунистическая партия Российской Федерации      | 24         |
|        | Коммунистическая партия социальной справедливости | 21         |
|        | Коммунисты России                                 | 21         |
|        | ЛДПР — Либерально-демократическая партия России   | 23         |
|        | Партия Возрождения Села                           | 10         |
|        | Патриоты России                                   | 22         |
|        | Родина                                            | 17         |
|        | Справедливая Россия                               | 20         |
|        | ЧЕСТНО /Человек. Справедливость. Ответственность/ | 1          |
|        | Яблоко                                            | 10         |
|        | Самовыдвижение                                    | 4          |
| Всего  | Всего                                             | 209        |

#### Список округов
| №  | Состав | Избирателей |
| -- | --- | ----------- |
| 1  | частично город Красноярск | 104 204     |
| 2  | частично город Красноярск | 102 652     |
| 3  | частично город Красноярск | 104 020     |
| 4  | частично город Красноярск | 104 615     |
| 5  | частично город Красноярск | 103 742     |
| 6  | частично город Красноярск | 102 946     |
| 7  | частично город Красноярск | 105 003     |
| 8  | город Железногорск, Сухобузимский район | 93 359      |
| 9  | город Дивногорск, город Сосновоборск, Берёзовский район, Манский район                                                                                       | 98 216      |
| 10 | посёлок Кедровый, Бирилюсский район, Большемуртинский район, Большеулуйский район, Емельяновский район, Казачинский район, Козульский район, Пировский район | 97 910      |
| 11 | город Ачинск, Ачинский район | 95 068      |
| 12 | город Боготол, город Назарово, Боготольский район, Назаровский район, Тюхтетский район                                                                       | 89 563      |
| 13 | посёлок Солнечный, город Шарыпово, Балахтинский район, Ужурский район, Шарыповский район                                                                     | 92 689      |
| 14 | город Минусинск, Краснотуранский район, Минусинский район, Новоселовский район                                                                               | 96 092      |
| 15 | Ермаковский район, Идринский район, Каратузский район, Шушенский район, Курагинский район                                                                    | 105 604     |
| 16 | город Бородино, город Зеленогорск, Рыбинский район | 93 432      |
| 17 | город Канск, Канский район, Дзержинский район | 101 527     |
| 18 | Иланский район, Ирбейский район, Нижнеингашский район, Партизанский район, Саянский район, Уярский район                                                     | 90 294      |
| 19 | Абанский район, Богучанский район, Кежемский район, Мотыгинский район, Тасеевский район, Северо-Енисейский район                                             | 95 287      |
| 20 | город Лесосибирск, город Енисейск, Енисейский район | 87 375      |
| 21 | частично город Норильск | 68 835      |
| 22 | частично город Норильск, Туруханский район | 71 377      |

| №  | Состав                                          | Избирателей |
| -- | ----------------------------------------------- | ----------- |
| 23 | Таймырский Долгано-Ненецкий муниципальный район | 24 733      |
| 24 | Эвенкийский муниципальный район                 | 12 328      |

## Результаты
| Место                      | Место                      | Партия                     | по краевым спискам | по краевым спискам | по краевым спискам | по одно- мандатным округам | всего         | всего   |
| Место                      | Место                      | Партия                     | Голоса             | %                  | Получено мест      | Получено мест              | Получено мест | %       |
| -------------------------- | -------------------------- | -------------------------- | ------------------ | ------------------ | ------------------ | -------------------------- | ------------- | ------- |
|                            | 1.                         | «Единая Россия»            | 304 905            | 38,53 %            | 14                 | 23                         | 37            | 71,15 % |
|                            | 2.                         | ЛДПР                       | 160 168            | 20,24 %            | 6                  | 2                          | 8             | 15,38 % |
|                            | 3.                         | КПРФ                       | 116 060            | 14,66 %            | 4                  | 0                          | 4             | 7,69 %  |
|                            | 4.                         | «Патриоты России»          | 51 485             | 6,51 %             | 1                  | 0                          | 1             | 1,92 %  |
|                            | 5.                         | «Справедливая Россия»      | 43 105             | 5,45 %             | 1                  | 0                          | 1             | 1,92 %  |
|                            |                            |                            |                    |                    |                    |                            |               |         |
|                            | 6.                         | Партия Возрождения Села    | 29 397             | 3,71 %             | 0                  | 0                          | 0             | 0 %     |
|                            | 7.                         | «Коммунисты России»        | 18 467             | 2,33 %             | 0                  | 0                          | 0             | 0 %     |
|                            | 8.                         | «Яблоко»                   | 16 163             | 2,04 %             | 0                  | 0                          | 0             | 0 %     |
|                            | 9.                         | «Родина»                   | 13 195             | 1,67 %             | 0                  | 0                          | 0             | 0 %     |
|                            | 10.                        | «Женский Диалог»           | 10 873             | 1,37 %             | 0                  | 0                          | 0             | 0 %     |
|                            |                            | КПСС                       | —                  | —                  | —                  | 0                          | 0             | 0 %     |
|                            |                            | Гражданская Платформа      | —                  | —                  | —                  | 0                          | 0             | 0 %     |
|                            |                            | ЧЕСТНО                     | —                  | —                  | —                  | 0                          | 0             | 0 %     |
|                            |                            | Самовыдвижение             | —                  | —                  | —                  | 1                          | 1             | 1,92 %  |
| Недействительные бюллетени | Недействительные бюллетени | Недействительные бюллетени | 27 606             | 3,49 %             |                    |                            |               |         |
| Всего                      | Всего                      | Всего                      | 791 424            | 100 %              | 26                 | 26                         | 52            | 100 %   |